# سورة الطور
سورة الطور هي سورة مكية، من المفصل، آياتها (49) في عد الكوفة والشام، و(48) في البصرة، و(47) في الحجاز. ، وترتيبها في المصحف 52، في الجزء السابع والعشرين، بدأت بأسلوب قسم: ﴿وَالطُّورِ ۝١﴾، والطور هو جبل الطور الذي كلم الله عليه موسى، نزلت بعد سورة السجدة.
ومناسبتها لما قبلها: أن سورة الذاريات فيها ذكر لعذاب الأمم السابقة، وهذه السورة فيها تحذير لكفار قريش من أن يصيبها ما أصاب الأمم السابقة إن هم استمروا على كفرهم وعنادهم وطغيانهم.
وقد تحدثت هذه السورة عن مواضيع متعددة، من أهمها: تحقيق وقوع العذاب للمكذبين، وصفات أهل التقوى، ومناقشة عقيدة الكفار، وتوجيهات للنبي صلى الله عليه وسلم.

## اسم السورة
سميت هذه السورة بـسورة الطور من دون واو، وقد جاءت تسميتها كذلك عند البخاري في الصحيح من حديث جبير بن مطعم، قال: سمعت النبي صلى الله عليه وسلم قرأ في المغرب بالطور.
قال ابن عاشور: «وكذلك وقعت تسميتها في ترجمتها من سنن الترمذي، وفي المصاحف التي رأيناها، وكثير من التفاسير، وهذا على التسمية بالإضافة، أي: سورة ذكر الطور، كما يقال: سورة البقرة، وسورة الهدهد، وسورة المؤمنين».
عدد آياتها: (49) في عد الكوفة والشام، و(98) في البصرة، و(97) في الحجاز.
وعدد كلماتها: (312) كلمة، وعدد حروفها: (1500) حرفًا.

## سبب النزول
جاء في روايةٍ أنّ قريشاً اجتمعت في دار الندوة ليفكّروا في مواجهة دعوة النّبي الإسلامية التي كانت تعدّ خطراً كبيراً على منافعهم غير المشروعة. فقال رجل من قبيلة عبد الدار ينبغي أن ننتظر حتّى يموت، لأنّه شاعر على كلّ حال، وسيمضي عنّا كما مات زهير والنابغة والأعشى ثلاثة شعراء جاهليون وطوي بساطهم وسيطوى بساط محمّد أيضاً بموته. قالوا ذلك وتفرّقوا فنزلت الآيات وردّت عليهم.

## مرحلة تنزيلها
قال ابن عطية: «وهي مكية بإجماع من المفسرين والرواة».
ترتيبها في القرآن الكريم: السورة الثانية والخمسون، وترتيبها في النزول: السادسة والسبعون.

## مناسبة السورة لما قبلها
لما توعد تعالى كفار قريش ومن كان على طريقتهم من سائر من كذب رسول الله صلى الله عليه وسلم أنه سيصيبهم ما أصاب غيرهم من مكذبي الأمم المنبه على ذكرهم في السورة قبل، ثم أشار سبحانه إلى عظيم ما ينالهم من الخزي وأليم العذاب بقوله: {فَوَيْلٌ لِلَّذِينَ كَفَرُوا مِنْ يَوْمِهِمُ الَّذِي يُوعَدُونَ} ، أقسم سبحانه على صحة ذلك ووقوعه والعياذ بالله سبحانه من سخطه وأليم عذابه، فقال تعالى: {وَالطُّورِ، وَكِتَابٍ مَسْطُورٍ... إِنَّ عَذَابَ رَبِّكَ لَوَاقِعْ}.
موضوعات السورة:
1. تحقيق وقوع العذاب للمكذبين.
2. صفات أهل التقوى.
3. مناقشة عقيدة الكفار.
4. توجيهات للنبي صلى الله عليه وسلم [2]

مقاصد السورة:
1. القسم بعذاب الكفار، والإخبار عن ذلهم في العقوبة، ومنازلهم من النار.
2. رب أهل الجنة بثواب الله الكريم الغفار.
3. إلزام الحجة على الكفرة الفجار، وبشارتهم قبل عقوبة العقبى بعذابهم في هذه الدار.
4. وصية سيد رسل الأبرار بالعبادة والاصطبار، في قوله: {وَمِنَ اللَّيلِ فَسَبِّحْهُ وَإِدْبَارَ النُّجُومِ}.

## أغراض السورة
بدئت بالحديث عن أهوال الآخرة وشدائدها، وعما يلقاه الكافرون في ذلك الموقف الرهيب، وأقسمت على أن العذاب نازل بالكفار لا محالة، لا يمنعه مانع، ولا يدفعه دافع، وبينت حال المتقين في جنات النعيم، على سرر متقابلين، وقد جمع الله لهم أنواع السعادة: الحور العين، واجتماع الشمل بالذرية والبنين، والتنعم والتلذذ بأنواع المآكل والمشارب، من فواكه وثمار، ولحوم متنوعة مما يشتهى ويستطاب، إلى غير ما هنالك من أنواع النعيم، مما لا عينٌ رأت، ولا أذن سمعت، ولا خطر على قلب بشر، وأمرت الرسول صلى الله عليه وسلم بمتابعة التذكير وتبليغ الرسالة وإنذار الكفرة، وأثبتت بالأدلة صدق رسالة النبي صلى الله عليه وسلم، كما أقامت البراهين القاطعة على الألوهية الحقة، وختمت بأمر النبي صلى الله عليه وسلم بتركهم، وأن لا يحزن لذلك، فإن الوعيد حالٌّ بهم في الدنيا والآخرة، وأمرت رسول الله صلى الله عليه وسلم بالصبر، ووعدته بالتأييد والنصر، وأمرته بشكر ربه في جميع الأوقات.

## مناسبة أول السورة بآخرها
بدأت بقوله: {إِنَّ عَذَابَ رَبِّكَ لَوَاقِعْ} ، وختمت بالتوجيه للنبي صلى الله عليه وسلم بتركهم، حتى يلاقوا هذا العذاب الأليم، {فَذَرْهُمْ حَتَّى يُلَا قُوا يَوْمَهُمُ الذِّي فِيهِ يُصْعَقُونَ} 

## وصلات خارجية
- سورة الطور: تجويد-تفسير
- سورة الذاريات
- سورة النجم